# Zivko Aeronautics
Das Unternehmen Zivko Aeronautics ist ein Hersteller, der sich auf das Verbundwerkstoff-Prototyping und Flugzeugentwicklungen spezialisiert hat. 
Die 1987 von William und Judith Zivko gegründete und durch die Entwicklung des Kunstflugzeugs Zivko Edge 540 bekannt gewordene Firma entwickelt und produziert Gehäuse für den Einsatz in verschiedenen Luftfahrtbereichen und bietet Entwicklungs-, Fertigungs- und andere Dienstleistungen an. 
Das Unternehmen befindet sich am Guthrie-Edmond Regional Airport, nordöstlich von Oklahoma City.

## Kunstflug-Flugzeuge

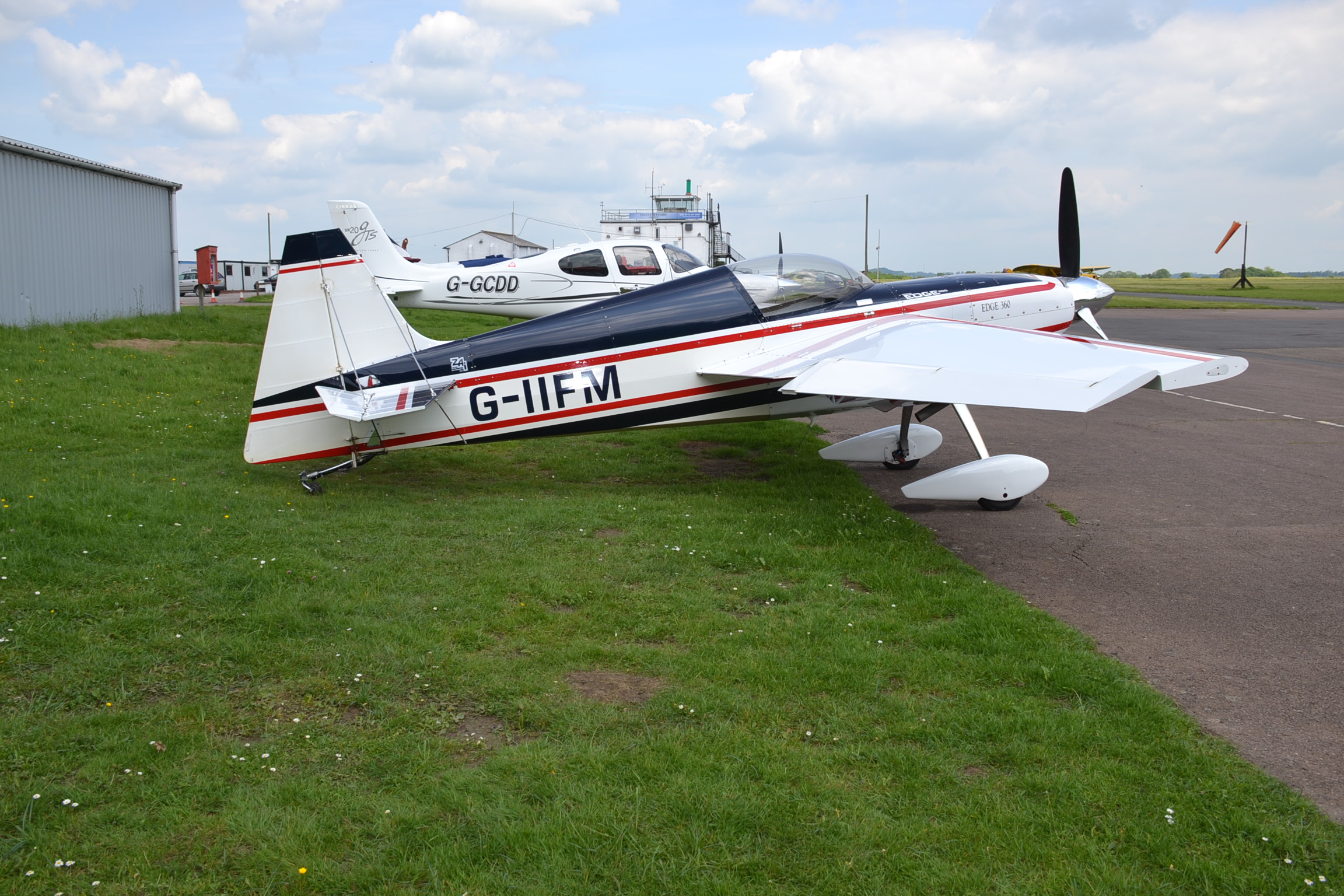
Zivko Edge 360

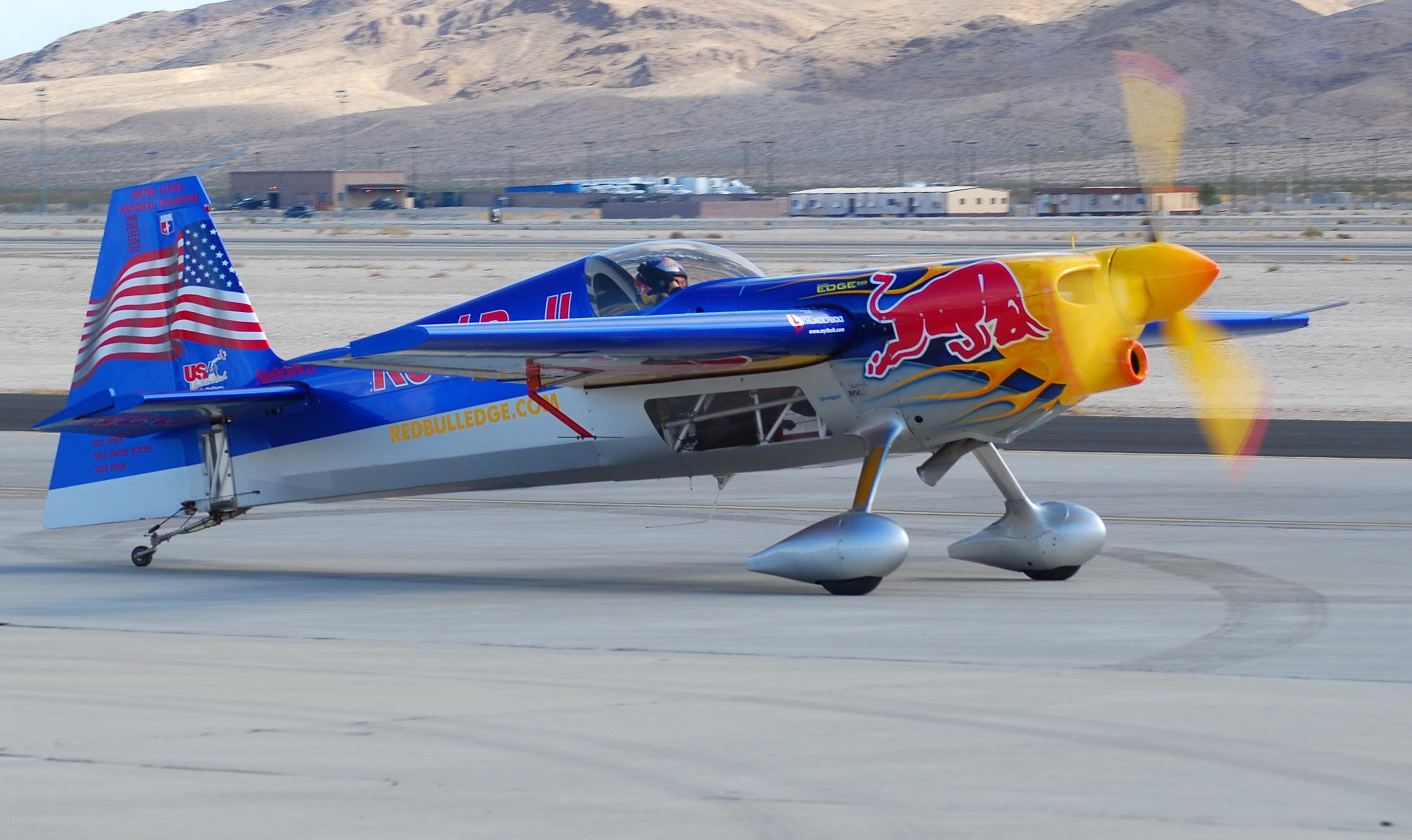
Zivko Edge 540

Edge 360
Die Edge 360 ist die Vorgängerin der Edge 540.
Edge 540
Die Edge 540 ist ein experimentelles einmotoriges, einsitziges Kunstflugzeug mit Stahlrohrrumpf; Tragflächen, Leitwerk und Verkleidungen in Verbundbauweise. Antrieb ist ein modifizierter Lycoming IO540EXP.
Edge 540T
Die Edge 540T ist die zweisitzige Version der Edge 540 mit Doppelsteuerung und Instrumenten nur vor dem Vordersitz.